# Francesc Maristany Millet
Francesc Maristany Millet (el Masnou, Maresme, 4 de juliol de 1870 - c. 1940) fou un polític català, primer alcalde del Masnou de la Segona República Espanyola.
Mariner de professió. Era fill d'Agustí Maristany i Sensat, àlies Isard (el Masnou, 1845-1922), també mariner i alcalde del Masnou de 1894 a 1895, i de Crescència Millet. Era nebot del capità de vaixell Salvador Maristany i Sensat. Es presentà a les eleccions municipals de 1931 amb el partit Republicà Federal i quedà segon al districte 2. Fou elegit alcalde en la constitució de l'Ajuntament que tingué lloc el 16 d'abril de 1931.
Entre d'altres iniciatives, durant el mandat, donà suport a l'Estatut d'Autonomia de Catalunya de 1932. El 9 de novembre de 1931 dimití per problemes de salut però continuà com a regidor a petició de la resta de membres de la corporació. Fou regidor fins a febrer de 1934. L'any 1934 l'entitat La Calàndria li feu un homenatge per haver renunciat al retorn del préstec per a l'aixecament del local i per la seva contribució a l'engrandiment de l'entitat.
Es casà amb Marcel·lina Pagès Sunyol i no tingué fills.